# August Müller-Lamberty

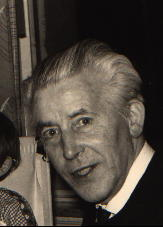
August Müller-Lamberty, 1964

August Müller-Lamberty (* 19. September 1891 in Mittelreidenbach bei Idar-Oberstein; † 12. August 1989 in Bottrop) war ein deutscher Maler.

## Leben
Müller-Lamberty ging als 14-Jähriger in Landsweiler in die Malerlehre in einem Atelier für Kirchendekoration. 1909 nach Abschluss der Lehre besuchte er für vier oder fünf Semester die städtische Malerschule in Hagen, die sich in der gewerblichen Berufsschule oben unter dem Dach befand. Er studierte drei Semester Kunst in München, anschließend ein weiteres Semester in Wien bis zum Beginn des Ersten Weltkrieges.
Im Krieg wurde er schwer verwundet. Von Christian Rohlfs erhielt er die Grafik Der verlorene Sohn geschenkt, als er diesem in den Hungerjahren nach dem Ersten Weltkrieg eine Wurst vorbeibrachte.
Von 1919 bis 1956 war Müller-Lamberty an der Hagener Gewerblichen Berufsschule als Gewerbelehrer und Kunsterzieher tätig. Seine Malerschule befand sich im Anbau des heutigen Stadttheaters. Zuerst war er ein Jahr lang Fachlehrer. Er wurde in den Staatsdienst übernommen, nachdem er sein Staatsexamen in Berlin-Charlottenburg als einer der Ersten, die zum Gewerbelehrer ausgebildet wurden, und danach das pädagogische Staatsexamen abgelegt hatte. Einer seiner ersten Schüler war Carl Baumann. Mit ihm sowie mit Erwin Hegemann und Helwig Pütter verband ihn eine langjährige Freundschaft.
Müller-Lamberty war Nestor und einer der acht Mitbegründer des Hagenrings im Jahr 1924. Dazu gehörten u. a. Karel Niestrath, Karl Gehle, Hans Dorn, Ernst und Otto Erbe. Ehrenmitglied und geistiger Vater war Christian Rohlfs.
Müller-Lamberty schuf hauptsächlich Zeichnungen, Aquarelle und Grafiken. Auch Schnitttechnik in Holz und Linol gehörten zu seinen Arbeiten.
Nach dem Tode seiner Frau lebte er noch bis 1982 in Hagen. Seine letzten Jahre verbrachte Müller-Lamberty in Bottrop in der Familie seiner einzigen Tochter und seiner drei Enkelkinder.

## Ausstellungen
- 1925 die erste Ausstellung des Hagenrings – Der erste Katalog: „Im Dezember 25 – Hagenring“
- 1946 die erste große Ausstellung nach dem Zweiten Weltkrieg, damaliges Ausstellungsmitglied auch Emil Schumacher
- 17. September 1981 zum 90. Geburtstag im Hagener Karl-Ernst-Osthaus-Museum
- 1987: Bilder aus 6 Jahrzehnten im Karl-Ernst-Osthaus-Museum Hagen
- 1999: 75 Jahre Hagenring, Jubiläumsausstellung zum 75-jährigen Bestehen des „Hagener Bundes bildender Künstler“ (Hagener Impuls)  im Karl-Ernst-Osthaus-Museum Hagen

## Auszeichnungen
- Eine der letzten Auszeichnungen war ein Preis von Frankreich aus der Stadt Montlucon.

| Personendaten    | Personendaten                       |
| ---------------- | ----------------------------------- |
| NAME             | Müller-Lamberty, August             |
| KURZBESCHREIBUNG | deutscher Maler                     |
| GEBURTSDATUM     | 19. September 1891                  |
| GEBURTSORT       | Mittelreidenbach bei Idar-Oberstein |
| STERBEDATUM      | 12. August 1989                     |
| STERBEORT        | Bottrop                             |